# Masakatsu Funaki
 (mai 2022).
Masakatsu Funaki (船木 誠勝, Fuanki Masakatsu) né le 13 mars 1969, est un catcheur japonais. Il travaille actuellement en tant que Freelancer.

## Carrière au catch

### All Japan Pro Wrestling (2009–2013)

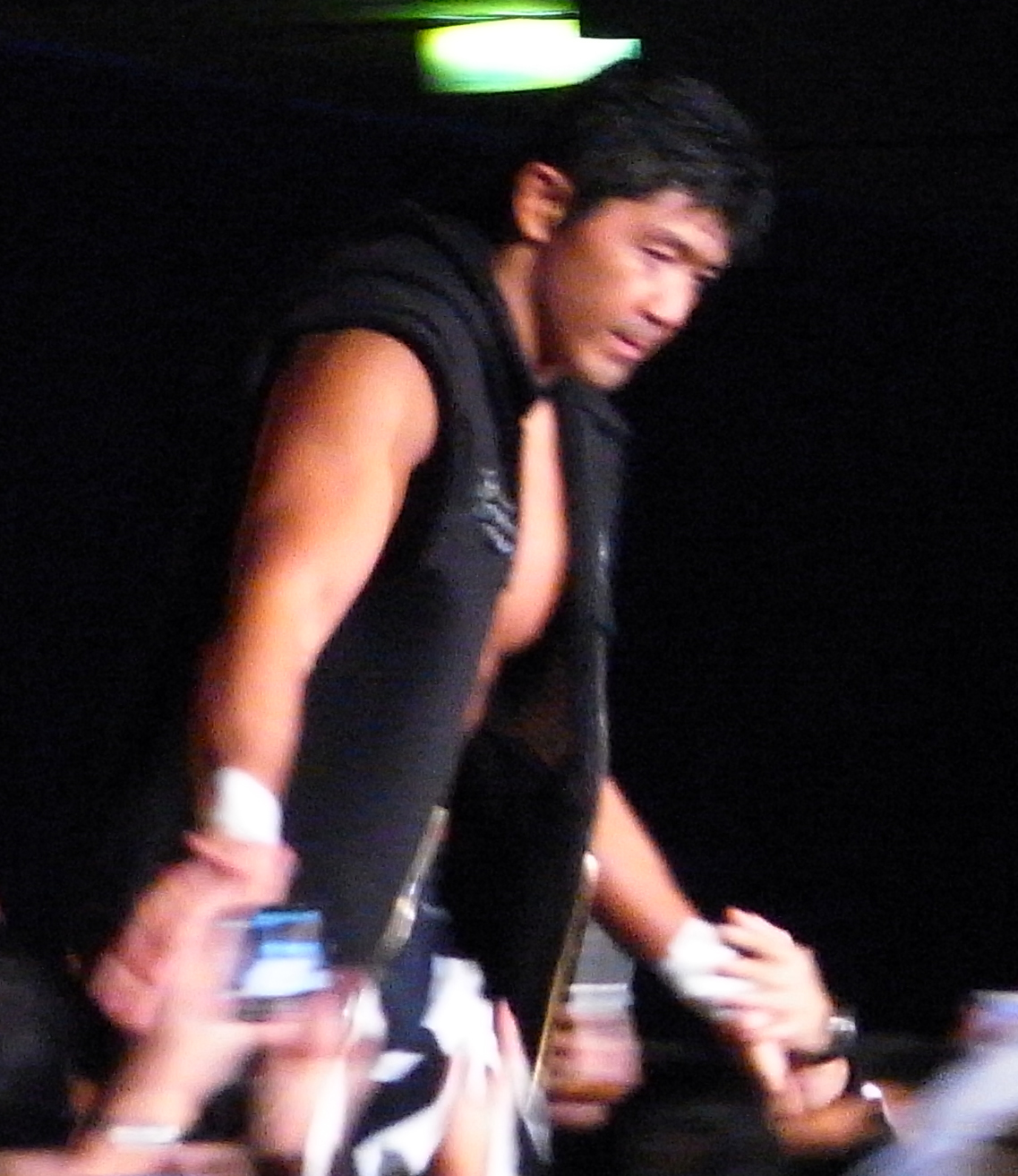
Funaki en Novembre 2010

Lors de Wrestle Kingdom VI in Tokyo Dome, lui et Masayuki Kōno battent Yūji Nagata et Wataru Inoue. Pendant le match, Nagata brise l'os orbital de Funaki qui écarte ce dernier des rings pour au moins six mois. Il effectue son retour sur les rings le 17 juin 2012. Le 29 juillet, il bat l'homme qui l'avait blessé, Yūji Nagata, pour devenir challenger no 1 pour le AJPW Triple Crown Heavyweight Championship. Le 26 août, il bat Jun Akiyama dans un match qui a duré moins de cinq minutes pour remporter le AJPW Triple Crown Heavyweight Championship. Le 17 mars 2013, il perd le titre contre Suwama.

### Wrestle-1 (2013–2015)
Le 2 mars, lors de Kaisen: Outbreak, il bat le représentant de la Total Nonstop Action Wrestling (TNA) Bobby Roode dans un match interpromotionnelle, après quoi il a contesté le médaillé d'or olympique Kurt Angle pour un match. Le 6 juillet, il bat Kohei Sato et remporte le World Heavyweight Championship de la Pro Wrestling Zero1. Le 19 septembre, il perd le titre contre Kohei Sato. Le 1er novembre, il perd contre Alberto El Patrón.

### Circuit indépendant (2015–...)
Le 18 septembre, il bat Super Tiger et remporte le Legend Championship de la Real Japan Pro Wrestling. Le 9 décembre, il perd le titre contre Daisuke Sekimoto.

### Pro Wrestling Noah (2020–...)
Le 22 janvier 2022, il bat Kenoh pour remporter le GHC National Championship et après le match, il quitte M's Alliance et demande à Kenoh de rejoindre le clan KONGOH, ce que ce dernier accepte,.
Lors de Majestic 2022, il conserve son titre contre Simon Gotch. Lors de Global Honored Crown, il perd son titre contre El Hijo de Dr. Wagner Jr. qui met à son régne de 292 jours.

## Palmarès
- All Japan Pro Wrestling
  - 1 fois AJPW Triple Crown Heavyweight Championship
  - 1 fois AJPW World Tag Team Championship avec Keiji Mutō
  - Akiho Yoshizawa Cup (2010) avec Keiji Mutō et S1 Mask
  - World's Strongest Tag Determination League (2009) avec Keiji Mutō

- Cho Hanabi
  - 1 fois Bakuha-ō Championship (actuel)[18]

- Dramatic Dream Team
  - 1 fois KO-D Tag Team Championship avec Yukio Sakaguchi

- Pro Wrestling NOAH
  - 1 fois GHC National Championship

- Pro Wrestling Zero1
  - 1 fois World Heavyweight Championship

- Real Japan Pro Wrestling
  - 2 fois Legend Championship

## Récompenses des magazines
- Pro Wrestling Illustrated

| Année | 2010 | 2011 | 2012       | 2013 | 2014 | 2015 | 2016 | 2017 | 2018 à 2021 | 2022 |
| ----- | ---- | ---- | ---------- | ---- | ---- | ---- | ---- | ---- | ----------- | ---- |
| Rang  | 115  | 176  | Non classé | 65   | 182  | 276  | 375  | 408  | Non classé  | 223  |

- Wrestling Observer Newsletter
  - Wrestling Observer Newsletter Hall of Fame (Class de 2006)